# Ескадрені міноносці типу «Хацухару»
Ескадрені міноносці типу «Хацухару» (яп. 初春型駆逐艦, Hatsuharugata kuchikukan) — ескадрені міноносці Імперського флоту Японії періоду 1930-х років, які взяли участь у Другій світовій війні.

## Історія створення
Ескадрені міноносці типу «Хацухару» були замовлені за програмою будівництва флоту на 1931 рік. Есмінці типу «Фубукі» не вкладались в обмеження Лондонського морського договору 1930 року, тому їхнє будівництво не могло продовжуватись, що сильно вдарило по японських військово-морських планах. Тому, проявивши високу винахідливість і приділивши особливу увагу контролю маси, японські конструктори розробили есмінці типу «Хацухару», які вкладались у відведену водотоннажність і лише трохи поступались есмінцям типу «Фубукі» у наступальних можливостях.

## Конструкція
Артилерійське озброєння кораблів складалося з п'яти 127-мм/50 гармат «Тип 3». Дві установки (одно- і двогарматна) розміщувались на півбаку за лінійно-підвищеною схемою, вперше у японському флоті. Ще одна спарена установка розміщувалась в кормовій частині.
Спеціально для есмінців типу «Хацухару» розробили торпедний апарат «Тип 90», який мав електрогідравлічний привід. Він мав систему швидкої перезарядки, яка дозволяла перезаряджати торпеди за 17 секунд.
Полегшена силова установка розвивала на 16 % меншу потужність, що призвело до падіння швидкості на 1,5 вузла порівняно з есмінцями типу «Фубукі». Радіус дії навіть збільшився, оскільки зберігався той самий запас палива.
Загальне компонування кораблів (високі надбудови у поєднанні з вузьким корпусом) викликало питання до остійності, але її визнали задовільною. Проте після інциденту з міноносцем «Томодзуру», який у 1934 році перекинувся під час навчань через ті ж проблеми, це питання переглянули. На момент інциденту у строю перебували лише есмінці «Хацухару» і «Ненохі». «Вакаба» і «Хацусімо» мали високий ступінь готовності, а будівництво «Аріаке» і «Югуре» лише починалось.
Будівництво кораблів припинили, а конструкцію повністю переглянули.
Протягом 1935—1937 років «Хацухару», «Ненохі», «Вакаба» та «Хацусімо» значно переробили. Демонтували верхню гарматну башту й третій торпедний апарат, конструкцію носового містка істотно змінили. Висоту надбудов, димових труб та щогл зменшили, а в трюм вклали 84 тонни баласту. Кормову надбудову теж змінили — її зменшили в розмірах, щоб звільнити місце для артилерійської установки, яку перенесли з носової частини. Водотоннажність зросла до 1715 т (2099 т повна), внаслідок чого швидкість впала до 33,3 вузла.
Есмінці «Аріаке» та «Югуре» зразу будувались у такому вигляді, який перші кораблі мали після перебудови, у зв'язку з чим їх виділяють в підтип «Аріаке».
Внаслідок цих змін метацентрична висота кораблів зросла з 0,588 м до 0,8 м, а центр маси змістився з відмітки 1,232 м до 0,486 м. Ширина корпусу була збільшена на 0,34 м.
Протягом 1942—1943 років на вцілілих кораблях середню башту замінили двома строєними 25-мм зенітними автоматами та чотирма 13,2-мм кулеметами. Запасні торпеди для кормового торпедного апарата зняли і встановили бомбомет, число глибинних бомб довели до 36.
До кінця війни кількість 25-мм зенітних автоматів на різних кораблях коливалась від 13 до 21. На деяких есмінцях встановили радар «Тип 13».

## Представники
| Назва             | Верф                   | Закладений          | Спущений на воду      | Вступив у стрій      | Доля                                                                           |
| ----------------- | ---------------------- | ------------------- | --------------------- | -------------------- | ------------------------------------------------------------------------------ |
| Підтип «Хацухару» |                        |                     |                       |                      |                                                                                |
| Хацухару          | Верф ВМФ у Сасебо      | 14 травня 1931 року | 27 лютого 1933 року   | 30 вересня 1933 року | Потоплений 14 листопада 1944 року в Манілі                                     |
| Ненохі            | Верф «Uraga Dock»      | 5 грудня 1931 року  | 22 грудня 1932 року   | 30 вересня 1933 року | Потоплений 4 липня 1942 року на Алеутських островах підводним човном «Трайтен» |
| Вакаба            | Верф ВМФ в Сасебо      | 12 грудня 1931 року | 18 березня 1934 року  | 31 жовтня 1934 року  | Потоплений 24 жовтня 1944 року в морі Сулу під час битви в затоці Лейте        |
| Хацусімо          | Верф «Uraga Dock»      | 31 січня 1933 року  | 4 листопада 1933 року | 27 вересня 1934 року | Підірвався на міні 30 липня 1945 року в районі Майдзуру                        |
| Підтип «Аріаке»   |                        |                     |                       |                      |                                                                                |
| Аріаке            | Верф «Кавасакі» в Кобе | 14 січня 1933 року  | 23 вересня 1934 року  | 25 березня 1935 року | Потоплений 28 липня 1943 року біля узбережжя Нової Британії                    |
| Югуре             | Верф ВМФ в Майдзуру    | 9 квітня 1933 року  | 6 травня 1934 року    | 30 березня 1935 року | Потоплений 20 липня 1943 року на Соломонових островах                          |